# Ние сме от бъдещето 2 (филм)
Ние сме от бъдещето 2 (на руски: Мы из будущего 2) е руски екшън/приключенски филм от 2010 година на режисьорите Александър Самохвалов и Борис Ростов, продължение на Ние сме от бъдещето от 2008 г.

## Сюжет
Героите от първата част Борман и Черепа са в Украйна за възстановка на военни действия от Втората световна война. Там попадат в 1944 година, заедно с още двама млади украинци – Тарас и Сергей, участвали във възстановката, но в противниковия лагер. Всеки от тях извършва своя подвиг за да се завърне отново в настоящето.

## Актьорски състав
- – Игор Петренко
- – Екатерина Климова
- – Владимир Яглич
- – Алексей Барабаш
- – Дмитри Ступка
- – Иван Краско
- – Дмитри Дячук
- – Владислав Резник
- – Семен Белоцерковски
- – Денис Карасев